# Nikolaï Bogolioubov (acteur)
Pour les articles homonymes, voir Bogolioubov et Nikolaï Bogolioubov.
Nikolaï Ivanovitch Bogolioubov (en russe : Никола́й Ива́нович Боголю́бов), né à Ivanovskoïe le 22 octobre 1899 et mort à Moscou le 9 mars 1980, est un acteur de théâtre et cinéma soviétique.

## Biographie
Nikolaï Bogolioubov naît né le 22 octobre 1899 dans le village d'Ivanovskoïe dans l'actuelle oblast de Lipetsk.
Il étudie au studio du Théâtre dramatique de Riazan.
En 1920, il fait son service militaire dans un groupe amateur de l'Armée rouge. Après sa démobilisation, il travaille de nouveau à Riazan.
En 1922, il s'installe à Moscou et, en 1926, décroche le diplômé du studio GEKTEMAS - plus tard le Théâtre de Vsevolod Meyerhold.
En 1938-1958 - acteur du Théâtre d'art de Moscou. Auteur de la pièce Front invisible.
Sa carrière au cinéma commence en 1931 dans le film Tommy de Iakov Protazanov où il tient un petit rôle de partisan. Il jouera en tout dans une quarantaine de films.
Pendant plus de 30 ans, il a incarné à plusieurs reprises Kliment Vorochilov dans des films.
Décédé le 9 mars 1980, l'artiste est inhumé au cimetière de Kountsevo à Moscou.

## Distinctions
- ordre de l'Insigne d'honneur
- ordre de Lénine
- médaille du 30e anniversaire de la Victoire sur l'Allemagne
- prix Staline
  - 1941, pour le rôle de Chakhov dans le film Le grand citoyen
  - 1942, pour le rôle de Vorochilov dans le film La Défense de Tsaritsyne
  - 1946, pour le rôle de Kondratiev dans le spectacle Officier de la marine d'Alexandre Krohn
  - 1947, pour le rôle de général Mouraviov dans le spectacle Les Vainqueurs de Boris Tchirskov
  - 1949, pour le rôle de Kremnev dans le spectacle La Rue verte d'Anatoli Sourov
  - 1950, pour le rôle de Makeiev dans le spectacle L'Ombre d'un autre de Konstantin Simonov

## Filmographie partielle
- 1931 : Tommy (Томми) de Yakov Protazanov : partisan
- 1933 : Okraïna (Окраина) de Boris Barnet : Kadkine
- 1936 :  Les Sept braves (Семеро смелых) de Sergueï Guerassimov : chef d'expédition
- 1939 : Lénine en 1918 (Ленин в 1918 году) de Mikhail Romm : Kliment Vorochilov
- 1942 : Alexandre Parkhomenko (Александр Пархоменко) de Leonid Loukov : Kliment Vorochilov [1]
- 1942 : La Défense de Tsaritsyne (Оборона Царицына) des frères Vassiliev : Kliment Vorochilov
- 1950 : La Chute de Berlin (Падение Берлина) de Mikhaïl Tchiaoureli : Khmelnitski
- 1957 : Le Duel (Поединок) de Vladimir Petrov : Osatchi
- 1970 : Libération (Освобождение) de Iouri Ozerov : Kliment Vorochilov